# 入間市内循環バス

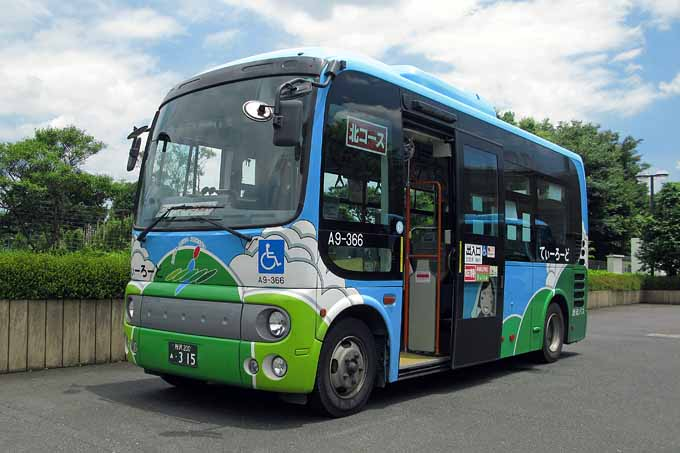
専用車両（2014年7月、入間市博物館にて）

入間市内循環バス（いるましないじゅんかんバス）は、埼玉県入間市が運行するコミュニティバスである。愛称は「てぃーろーど」。西武バス狭山営業所が運行受託している。1997年（平成9年）7月運行開始。当初は西武バス飯能営業所が受託していた。
名前の由来はシルクロードからヒントを得て、狭山茶の茶畑の緑が広がる市内を結ぶことを表している。車両には茶摘みをする女性のイラストがラッピングされている。
2018年（平成30年）1月30日の路線再編により、ワンボックスカーによる乗合タクシー型の「てぃーワゴン」が新設された。

## てぃーろーど

### 概要
入間市内の幹線道路はいくつか存在するが、幹線道路沿線が住宅密集地域だとは限らない地域もある。また既存の一般路線バスがほとんど入間市駅から狭山市・東京都青梅市・西多摩郡瑞穂町への足と、武蔵藤沢駅等からの住宅街と最寄市内駅を結ぶ足のみであった。そのため市内の交通空白地域と最寄鉄道駅や市内公共施設を結ぶ足として、市内循環バスが誕生した。
入間市健康福祉センター開設と同時に「健康福祉センター」停留所が開設された（南コース・健康福祉センターコース）。
2018年（平成30年）1月30日には、入間市内の公共交通機関の再編が行われ、市内循環バスのルートや本数が見直された。この再編によって市内循環バスの本数が増え、ルートや停留所が変更された。

### 運行内容
運休日
- 北コース・南コース - 毎週日曜日と年末年始（12月29日から1月3日）

- 健康福祉センターコース - 12月29日から1月3日

運賃
運賃は地域を走る西武バスの一般路線バスに準じており、大人初乗り180円（一部区間では、初乗り100円区間あり）からの距離加算制で、小児半額。未就学児は無料。
市内在住の70歳以上高齢者には特別乗車証（1回100円・黄色）、障害者には特別乗車証（無料・緑色）を交付する。また、70歳以上の高齢者にはてぃーワゴンと共通の一日乗車券も販売している（200円）。
後払い方式で、乗車時に整理券を取る。運賃支払いは現金の他、バス共通カードの利用も可能であった。新型車両（日野・ポンチョ）導入後はPASMO・Suicaなどの交通系ICカード利用も可能となった。

### 現行路線
2018年（平成30年）1月30日の再編以降の路線。すべてのバス停名を記載。

#### 北コース
- 入間市役所 - 豊岡高校前 - 入間市駅 - 豊岡町 - 霞橋（現在休止中） - 黒須郵便局前 - 黒須小学校 - 春日町一丁目 - リバーパーク前 - 武道館東 - 牛沢町 - 森坂下 - 上広瀬公会堂入口 - 図書館西武分館 - 仏子駅 - 高正寺入口 - 円照寺入口 - 上橋 - 白髭神社西 - 野田丸山 - 中橋北 - 野田河川公園 - 入間野田モール

#### 南コース
- 入間市役所 - 豊岡高校前 - 入間市駅 - 豊岡高校前 - 産業文化センター - 東町小学校 - 東久保団地 - 東町団地 - 東町五丁目 - 安川新道口 - 東台 - 藤沢駅入口 - 武蔵藤沢駅 - 藤沢駅入口 - 澤田医院前 - 藤沢支所 - 藤沢橋東 - 健康福祉センター - 神明神社 - 上藤沢 - 下枝医院前 - やまゆり荘 
  - やまゆり荘バス停は、開館日にはやまゆり荘玄関までバスが向かうが、休館日はやまゆり荘隣にあるダートの駐車場で折り返す。
  - 路線周辺の交通渋滞でバスの定時運行が難しいと想定される期間は、健康福祉センターどまりとなって折り返し運転を行う場合がある[3]。

#### 健康福祉センターコース（新設）
- 入間市駅 - 豊岡高校前 - 入間市役所 - 豊岡四丁目 - 富士見通り - 扇台二丁目 - 扇台四丁目 - 扇小学校 - 扇町屋団地 - 県営住宅入口 - 西武グリーンヒル - 安川電機前 - 健康福祉センター入口 - 健康福祉センター
  - 2018年（平成30年）1月30日の再編で、従来の「入間市健康福祉センター直行バス」を市内循環バスに統合したもの。
  - 直行バス時代の停留所は、入間市駅 - 入間市役所 - 入間扇町屋団地 - 西武グリーンヒル - 健康福祉センター（5か所）のみであった。
  - 路線周辺の交通渋滞でバスの定時運行が難しいと想定される期間は、西武グリーンヒルどまりとなって折り返し運転を行う場合がある[3]。

### 2018年1月30日改正以前の路線
入間市役所を起点に、北コース・南コース・東西コースの3コースで運行していた。

#### 北コース
- 入間市役所 - 入間市駅 - 黒須小学校 - 牛沢町 - 仏子駅 - 中橋 - 円照寺入口 - 武蔵野音大入口 - 八津池自治会館 - ペアーレ埼玉 - リサイクルプラザ - 武蔵中学校 - やまゆり荘 - 入間市博物館
  - 北コースの「武蔵野音大入口」バス停は開業当初、付近に存在した国民宿舎「入間グリーンロッジ」の前にバス停があり、「グリーンロッジ前」というバス停であった。その後、入間グリーンロッジの利用客減少に伴いバス停を現在地に移設し「グリーンロッジ入口」とバス停名を変更したが、入間グリーンロッジが閉鎖されたため再度バス停名が変更された。

#### 南コース
- 入間市役所 - 東町団地 - 武蔵藤沢駅 - 藤沢支所 - 健康福祉センター - 上藤沢 - やまゆり荘 - JA宮寺支店前 - JA二本木支店前 - 入間市博物館

#### 東西コース
- 入間市役所 - 東町公民館 - 入間扇町屋団地 - 文化村 - 東金子支所 - 武蔵中学校 - やまゆり荘 - 武蔵中学校 - リサイクルプラザ - ペアーレ埼玉 - 中神 - 金子駅 - 木蓮寺 - 原今井
- 入間市役所 → 東町公民館 → 入間扇町屋団地 → 文化村 → 東金子支所 → リサイクルプラザ → ペアーレ埼玉 → 中神 → 金子駅 → 木蓮寺 → 原今井
  - 東西コースの終点は、開業時は「木蓮寺」バス停で専用折返場があった。その後、西武バスの「原今井」バス停に折返場が開設されると路線延長し、折返場が統合された。原今井バス停は東京都青梅市今井にある。このため方向幕の行先表示は「木蓮寺・原今井」となっていた。

### 車両
専用車両の点検時などに西武バスの中型・小型バスが代走することがある。
健康福祉センターコース
- 日野・ポンチョ（2ドアロングボディ）- 現行車両、ノンステップバス
  - 2018年3月21日より「てぃーろーど」への統合に伴い導入。健康福祉センターコースの専用車両でラッピングの柄も異なる[4]。
- 日産ディーゼル・RN（西工96MC） - 過去の車両、ワンステップバス（車椅子用スロープ付き）
  - 「入間市健康福祉センター直行バス」時代は、専用ラッピングの車両が1台用意されていた。上記のポンチョに代替されて除籍。

それ以外のコース
- 日野・ポンチョ（ショートボディ）- 現行車両、ノンステップバス
  - 2009年（平成21年）6月3日より導入。市民公募によるイラストがラッピングされている。
- 日産ディーゼル・RN（富士重工8E）- 過去の車両、ワンステップバス（車椅子用スロープ付き）
  - 運行開始時に導入。白地に茶畑と「てぃーろーど」の文字を描いた専用塗装で、現行のカラーリングと異なる。

## てぃーワゴン

### 概要

フェンスに括り付けられた停留所案内板(2022年2月28日、武蔵中学校西門にて)

2017年、入間市内の各地域では72～87％の人が公共交通を便利に利用できる状況にあったが、公共交通が利用しづらい地域（空白地域）が金子、宮寺、二本木地区に広く存在していた。そこで入間市公共交通協議会では2017年頃から新たな公共交通機関について検討、協議を行ってきた。市や協議会は交通空白地域で検討会や説明会などを開き、住民の意見を吸収した後に「てぃーろーど」の利用状況などを鑑みて公共交通の再編を2018年1月30日に実施した。それに伴って「てぃーワゴン」は実証運行を開始した。なお、運行開始後も利用者数の推移などを見て市では議論・市民への聞き取りなどを定期的に行っており、要望の多い経路への再編が重ねられた結果、路線はこれまでに数回変更されている。
乗車は停留所で行うが、危険箇所や県道上などの交通量の多い場所以外なら停留所でなくても自由に乗降できる「自由降車方式」を採用している。停留所は一部で一般的な路線バスのものとは異なり、板のような案内板を壁、フェンス、電柱、ゴミ置き場に括り付けているところや貼り付けているところがあるほか、片側方向にのみ案内板が設置されている停留所もある。地面には停留所であることを示すワゴン車の絵が描かれた「乗車位置シール」が貼られている。

### 運行内容[13]
運行受託
- 東金子コース：松葉交通株式会社
- 金子、宮寺、二本木、武蔵藤沢駅コース：豊岡丸大タクシー有限会社

運休日
- 東金子コース、金子コース、武蔵藤沢駅コース：日曜日・年末年始（12月29日～1月3日）
- 宮寺コース：火曜日・木曜日・土曜日・日曜日・年末年始（12月29日～1月3日）
- 二本木コース：月曜日・水曜日・金曜日・日曜日・年末年始（12月29日～1月3日）

運賃
- 運賃は1回100円（小児50円）の均一制・後払い。支払いは現金のみで、ICカードには対応していない。
- 市内在住の70歳以上高齢者には特別乗車証（1回100円・黄色）、障がい者には特別乗車証（無料・緑色）を交付する。また、70歳以上の高齢者にはてぃーろーどと共通の一日乗車券も販売している（200円）。
- 11枚つづりの回数券を車内で1,000円で販売している（支払いは現金のみ）。

車両
- トヨタ・ハイエース（愛称：ラッキー号、ハッピー号、スマイル号。市内小学校からの応募で選定[11]）

デザインは、白地の車体の中央に黄緑と緑の帯が引かれた茶の色を彷彿とさせるもので、市のキャラクターである「いるティー」が描かれている。
- トヨタ・ジャパンタクシー

2022年4月11日に発生した事故を受けて、代替車両として2022年4月12日から宮寺・二本木1,2,3系統で運行されている。

### 沿革
- 2018年
  - 1月30日：入間市内公共交通再編に伴い、ワゴン車タイプのコミュニティバスとして3路線8系統で運行開始。

- 2019年
  - 1月28日
    - 宮寺・二本木1系統が利用者の低迷により[14]わずか1年足らずで廃止。武蔵藤沢駅コースが新設される。
    - 金子1系統、2系統が統合・経路延伸し金子系統と改称、運行ダイヤ改正
    - 東金子1系統、2系統がヤオコー入間仏子店まで延伸し、運行ダイヤ改正。
    - 東金子3系統は延伸した金子系統の一部に含まれ、廃止となる。

- 2022年
  - 3月1日：宮寺・二本木2系統、3系統が乗り入れていたザ・モールみずほ16が2月28日に閉業[15]したことに伴う経路改編、運行ダイヤ改正。
  - 4月11日：宮寺・二本木2系統として運行中の車両が、国道16号線「宮寺(東)」交差点で大型トラックと衝突[16]。翌日から当面の間、一般タクシー車両で代替運行することになった。

### 路線
※主な停留所を記載。

### 現行路線

#### ＜東金子コース＞
東金子1系統(2代)
ヤオコー入間仏子店 - 仏子駅 - 武蔵野音大入口 - ガーデンハイツ - 八津池自治会館 - セブンイレブン新久店 - 入間台団地 - 金子病院入口 - さえき小谷田食品館 - 東金子支所 - 入間ハート病院 - やまゆり荘
- 2019年1月28日の再編で運行開始。日中に5往復の運転。
- 運転時間は32分。
- 買い物客などで9人乗りの車両が満員となることがあり、その際は後続にタクシーを手配して[17]乗車する。運賃は定期便と同様の取扱である。
- 入間ハート病院バス停から、付近の三井アウトレットパーク・東京インテリア・コストコへ徒歩10分前後でアクセスできる。
- やまゆり荘停留所は、開館日にはやまゆり荘玄関までワゴン車が向かうが、休館日はダートの駐車場で折り返し、乗降は付近の休館日用停留所[18]で行う。

東金子2系統(2代)
ヤオコー入間仏子店 - 仏子駅 - 武蔵野音大入口 - ガーデンハイツ - 八津池自治会館 - 金子病院入口 - 東金子支所
- 2019年1月28日の再編で運行開始。朝は仏子駅方面に3便、東金子支所方面に2便。夕方は仏子駅方面に1便、東金子支所方面に2便設定。
- 運転時間は16分。
- 東金子支所では停留所が道路に設置されている都合上、乗降と折返しは停留所のそばにある同支所の駐車場内で行われることがある。

#### ＜金子コース＞
金子系統
ヤオコー入間仏子店 - 仏子駅 - 武蔵野音大入口 - セブンイレブン新久店 - 入間台クリニック - 中神 - 西三ツ木公会堂 - 金子公民館 - 金子駅 - 南峯団地 - マミーマート - 原今井
- 2019年1月28日の再編で運行開始。朝から夕方まで8往復の運転。
- 運転時間は33分。
- 2018年1月30日から2019年1月27日まで運行された東金子3系統・金子1系統・2系統の経路を組み込んでいる。
- 買い物客などで9人乗りの車両が満員となることがあり、その際は後続にタクシーを手配して[17]乗車する。運賃は定期便と同様の取扱である。
- 原今井停留所は東京都青梅市内にあり、西武バスの入市32-3系統と共通の折返し場を利用している。

#### ＜武蔵藤沢駅コース＞
宮寺・二本木1系統(2代)
武蔵藤沢駅 - やまゆり荘 - 大森会館前 - 大森通り中央 - 小林病院 - 宮寺支所
- 地域住民の要望[10]と宮寺・二本木1系統(初代)の廃止を受け、2019年1月28日の再編で運行開始。朝と夕方にそれぞれ3往復の運転。
- 運転時間は13分～20分とばらつきがある。
- 武蔵藤沢駅とやまゆり荘の間は原則途中で乗降できないことになっている。
- 宮寺支所停留所は停留所が道路に設置されている都合上、付近の駐車場で折り返し、乗降もそこで行うことがある。
- やまゆり荘停留所は、当系統が通過する時間帯は営業時間外のため、乗降は付近の休館日用停留所[18]で行う。

#### ＜宮寺コース＞
宮寺・二本木2系統(2代)
宮寺支所 - 太子堂入口 - グリーンコート入口 - 南矢荻 - 小林病院 - やまゆり荘 - 入間ハート病院 - 下枝医院前 - 上藤沢 - イオンスタイル入間
- 2022年3月1日の再編で運行開始。月・水・金の隔日運行で日中に4往復の運転。
- 運転時間は34分。
- 2018年1月30日から2022年2月28日まで運行された宮寺・二本木2系統(初代)の経路を一部改編している。
- ザ・モールみずほ16が2022年2月28日で閉鎖するため、代わりとなる行先を運行地域の住民へのアンケートで[19]決定した。
- 太子堂入口停留所は、瑞穂町コミュニティバスの元狭山コースと共用している。
- やまゆり荘停留所は、開館日にはやまゆり荘玄関までワゴン車が向かうが、休館日の乗降は付近の休館日用停留所[18]で行う。

#### ＜二本木コース＞
宮寺・二本木3系統(2代)
二本木地蔵前 - 二本木公民館 - 二本木スポーツ広場 - 入間市博物館入口 - 武蔵台 - 武蔵中学校西門 - 入間ハート病院 - 下枝医院前 - 上藤沢 - イオンスタイル入間
- 2022年3月1日の再編で運行開始。火・木・土の隔日運行で日中に4往復の運転。
- 運転時間は30分。
- 2018年1月30日から2022年2月28日まで運行された宮寺・二本木3系統(初代)の経路を組み込んでいる。
- ザ・モールみずほ16が2022年2月28日で閉鎖に伴い、代わりとなる行先を2021年9月、運行地域の住民へのアンケートで[19]決定した。
- やまゆり荘停留所は、開館日にはやまゆり荘玄関までワゴン車が向かうが、休館日の乗降は付近の休館日用停留所[18]で行う。

### 2022年2月28日まで運行された路線

#### ＜宮寺コース＞
宮寺・二本木2系統(初代)

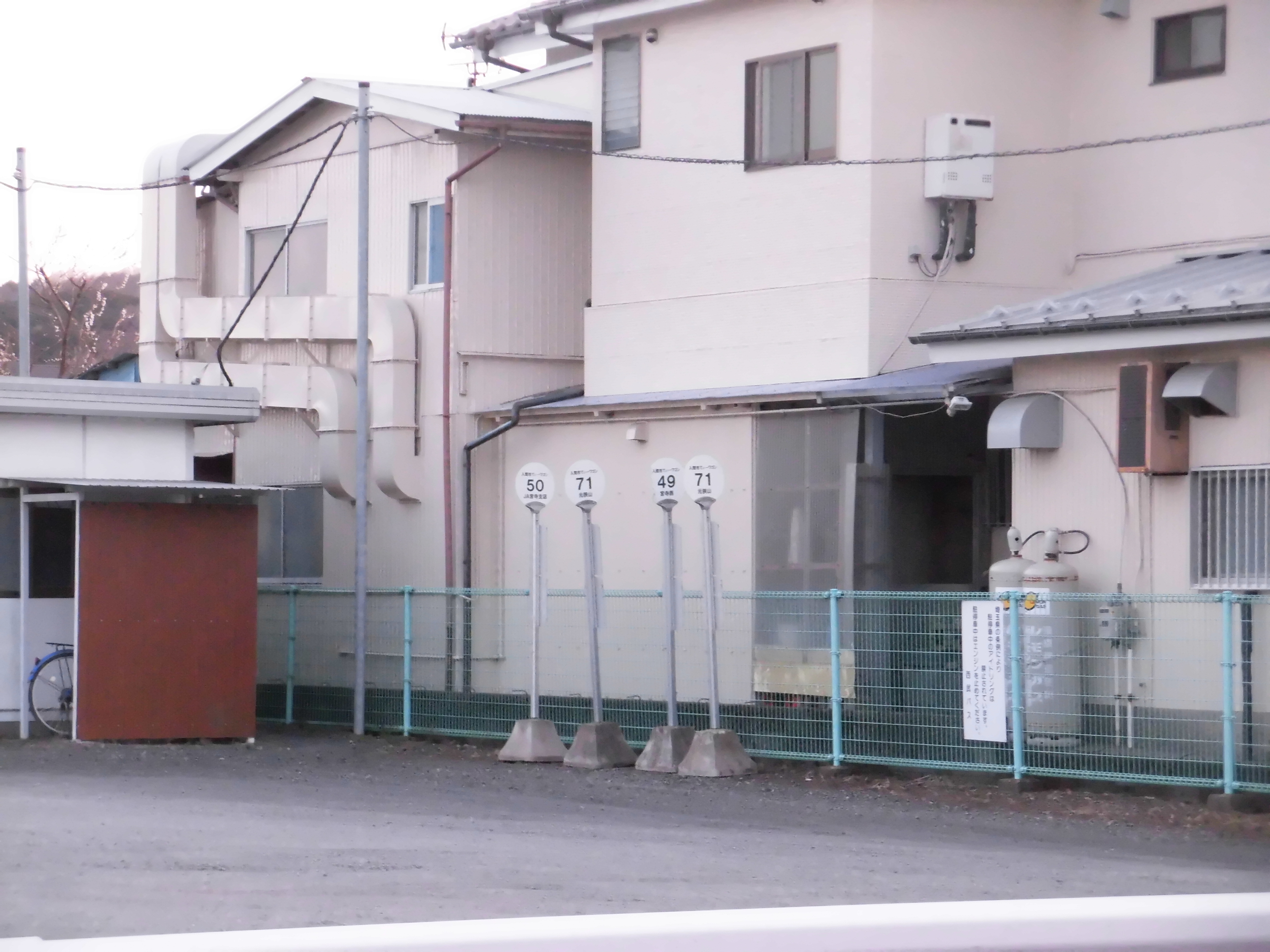
使用されなくなった停留所ポール(2022年3月16日、宮寺西にて)

入間ハート病院 - 三井アウトレットパーク入間 - やまゆり荘 - 大森会館前 - 小林病院 - 南矢荻 - 宮寺西 - 宮寺支所 - ザ・モールみずほ16
- 2022年2月28日のザ・モールみずほ16の閉店に伴って、コース名を変えずに経路・行先が変更となった。
- 月・水・金の隔日運行で、日中に4往復、運転時間は27分であった。
- 停留所のうち、三井アウトレットパーク入間、的場老人憩いの家、ホソブチ生花、吉文駐車場前、宮寺1792番地内、宮寺西、JA宮寺支店は乗降調査で利用客数が少なかったため[20]宮寺・二本木2系統(2代)では経由しないことになり、廃止となった。

#### ＜二本木コース＞
宮寺・二本木3系統(初代)
やまゆり荘 - 三井アウトレットパーク入間 - 入間ハート病院 - 武蔵台 - みどり台公園 - 入間市博物館入口 - 二本木公民館 - ザ・モールみずほ16
- 2022年2月28日、ザ・モールみずほ16の閉店に伴って、コース名を変えずに経路・行先が変更となった。
- 火・木・土の隔日運行で、日中に5往復、運転時間は27分であった。
- 停留所のうち、元狭山は乗降調査で利用客数が少なかったため[20]宮寺・二本木3系統(2代)では経由しないことになり、廃止となった。

### 2019年1月28日まで運行された路線

#### ＜東金子コース＞
東金子1系統(初代)
仏子駅 - 武蔵野音大入口 - ガーデンハイツ - 八津池自治会館 - セブンイレブン新久店 - 入間台団地 - 金子病院入口 - さえき小谷田食品館 - 東金子支所 - 入間ハート病院 - やまゆり荘
- 2018年1月30日の再編で運行開始。日中に5往復の運転があった。
- 運転時間は29分であった。
- 当時は仏子駅で折り返しを行っていたが、時間がある場合は西武バスのぶし01の発着の妨げになるため、付近のタクシー乗降場に引き上げ、発車時刻が近くなると再び停留所に姿を現していた。

東金子2系統(初代)
仏子駅 - 武蔵野音大入口 - ガーデンハイツ - 八津池自治会館 - 金子病院入口 - 東金子支所
- 2018年1月30日の再編で運行開始。朝の仏子駅方面に2便、東金子支所方面に1便。夕方の仏子駅方面に2便、東金子支所方面に2便運転があった。
- 運転時間は13分であった。

東金子3系統
仏子駅 - 武蔵野音大入口 - 八坂神社入口 - 入間台団地 - 金子病院入口 - 東金子支所
- 2018年1月30日の再編で運行開始。朝の仏子駅方面に2便、東金子支所方面に2便。夕方の仏子駅方面に1便、東金子支所方面に2便運転があった。
- 運転時間は13分であった。
- 2019年1月28日、再編に伴い金子系統に経路を踏襲され、系統廃止となった。

#### ＜宮寺・二本木循環コース＞
宮寺・二本木1系統(初代)
入間市博物館→三本桜→大森通り中央→小林病院→宮寺西→北中野→入間市博物館
- 2018年1月30日の再編で運行開始。経路は片回りで、朝6便、夕方6便の運転であった。
- 運転時間は16分であった。
- 運行開始当時から利用者は極端に少なく、2019年1月28日に運行開始から1年足らずで経路と時刻が改編された。

#### ＜金子コース＞
金子1系統
金子公民館 - 西三ツ木公会堂 - 高山織物工場 - 中神
- 2018年1月30日の再編で運行開始。朝から夕方までおおむね1時間おきに10往復の運転であった。
- 運転時間は7分であった。
- 当初計画された際には、西武バス入市33系統などとの接続が考慮された。しかし、運行開始後この系統は利用者があまりおらず、アンケートなどで利用状況の再調査が行われた。その結果、金子地区内のみを運転するこの系統は不便だという意見や、駅や商業施設、病院等へ直接向かいたい利用客のニーズがあることがわかった。それを踏まえ市や協議会はこの系統を2019年1月28日に廃止し、経路を金子2系統と統合し、改編して新たに金子系統として仏子駅・ヤオコー入間仏子店方面へ延伸した。

金子2系統
金子公民館 - 金子駅 - 南峯団地 - マミーマート - 原今井
- 2018年1月30日の再編で運行開始。朝から夕方までおおむね1時間おきに10往復の運転であった。
- 運転時間は15分であった。
- こちらは金子公民館から西方向へ伸びる系統であり、金子1系統と同様の理由で2019年1月28日に廃止となり、経路を金子1系統と統合し、改編して新たに金子系統として仏子駅・ヤオコー入間仏子店方面へ延伸した。